# Semba (Burkina Faso)
Pour les articles homonymes, voir Semba.
Semba est une localité située dans le département de Toma de la province du Nayala dans la région de la Boucle du Mouhoun au Burkina Faso.